# La Passió de Cervera
La Passió de Cervera és una obra teatral que representa el Misteri pasqual, narrant la passió de Jesús, que té lloc anualment, pels volts de Setmana Santa, a la ciutat de Cervera (Segarra). Iniciada l'any 1477, és considerada la representació teatral més antiga d’Europa. el 1969 va ser declarada d'interès públic, i el 2012 Tresor del Patrimoni Cultural Immaterial de Catalunya i Andorra.
Inicialment era interpretada pels preveres de Cervera, dins de l'església de Santa Maria, fins al 1545, que el Concili de Trento prohibí les representacions a l'interior de les esglésies, i es passà a fer-ho a la plaça de la Sebolleria, o a la plaça del Blat, o del Mercadal, actual plaça Major. Al segle XIX sembla que es representà a nivell popular a la casa de la comanda, o convent de Sant Antoni, que al segle XX passà a ser el Teatre Principal. El 1936 es representà en la inauguració del Teatre del Casal Català, i es va reprendre, ja en castellà, després de la Guerra Civil espanyola. El 1966 es trasllada al Gran Teatre de la Passió.

## L'espectacle

### Orígens

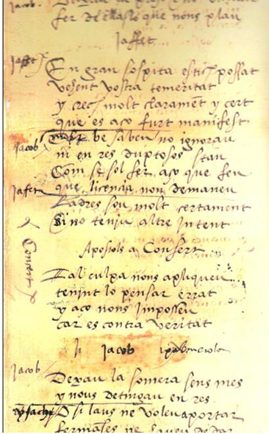
Fragment del text medieval original, conservat a l'Arxiu Comarcal de Cervera

Les primeres referències que trobem de les representacions de la Passió a Cervera es remunten a l'any 1477 en uns llibres d'àpoques comunes, conservats a l'Arxiu Comarcal de la Segarra, on també es custodien els manuscrits originals de la Passió de l'any 1534 escrits pels preveres Pere Ponç i Baltasar Sança, únics en català medieval. Les representacions van ser escrites i representades en català per fer més comprensible l'evangeli, que era recitat a les misses únicament en llatí. Al principi el text es va escriure per ser representat només el Divendres Sant, però es va ampliar amb més escenes amb l'objectiu d'omplir tota la Setmana Santa d'actes litúrgics, perquè els feligresos entenguessin millor el sofriment de Jesús i el significat de les celebracions.
Conjunt de representacions que se celebraven durant la Setmana Santa:
- Entrada a Jerusalem (Diumenge de Rams al matí)

- Concili contra Crist (Diumenge de Rams de tarda)

- Convit de Llàtzer (Dilluns Sant)

- La Passió (Divendres Sant al matí)

- Descens als inferns (Divendres Sant a la tarda)

- Penediments de Joan i Magdalena (Dissabte Sant)

- Davallament de la creu (Dissabte Sant)

### Text
Com s'ha anomenat anteriorment, el primer text de les representacions de la Passió de Cervera va ser "Misteri de Passió" escrit per Pere Ponç i Baltasar Sança l'any 1534 i que es va utilitzar durant més de tres segles. A partir del segle xix van començar les representacions de "La Santa Passió", escrita pel monjo de Montserrat fra Anton De Sant Jeroni, on l'espectacle es feia en un escenari davant la Plaça Major de Cervera.
El 1935 es va representar la Passió amb escenificacions de "Jesús de Natzaret" escrita per Àngel Guimerà, més tard, el 1936 es va representar "Estampes de la Passió" de Rossend Perelló. Acabada la Guerra Civil Espanyola es va afrontar el repte d'emprendre de nou les representacions de la Passió. Quan el 1939 es va decidir recuperar les representacions a l'associació de la Passió es va produir el dilema de quin text utilitzar. El text medieval es va rebutjar perquè contenia fragments totalment antiteatrals i es van descartar textos posteriors. Finalment es va acordar actualitzar la posada en escena, per aconseguir-ho es van deixar de banda els textos antics, però conservant el valor sentimental que els caracteritzava. Amb aquest objectiu va néixer "Cristo, Misterio de Pasión", escrit per dos poetes cerverins, Emili Rabell i Josep Maria Sarrate, que substituïa així l'escrit original de 1534. Una altra fita important a la història de la Passió va succeir l'any 1994 amb la reintroducció de la llengua catalana amb l'adaptació i traducció feta per Montse Pont.
L'any 1999 va néixer un nou espectacle totalment diferent i renovat adaptat a les necessitats del segle XXI. Per fer-ho es va crear un nou text col·laboratiu, fruit d'un treball conjunt dins del Patronat de la Passió. En aquest context l'associació de la Passió de Cervera va incorporar diferents aportacions de múltiples persones que coneixien la representació i que l'havien estudiat en diferents àmbits acadèmics. També es van actualitzar la dramatúrgia, l'escenografia i la música per dotar a les representacions d'una teatralització més moderna. El 7 de gener de 1999 es va estrenar l'obra "La Passió de Cervera", amb una bona acollida per part del públic, que va fer que el temps no suposés cap impediment per la continuïtat de la tradició.

### Música
La música la va compondre el mestre Jesús Maria Quintana, fill de Cervera. La música original que es pot escoltar durant l'espectacle, va ser gravada per l'Orquestra Simfònica Julià Carbonell de les Terres de Lleida, sota les ordres del mestre Alfons Reverter. L'adaptació per a orquestra simfònica va anar a càrrec del mestre cerverí Jordi Castellà, que la va recompondre i gravar en format CD amb la col·laboració de les corals "Ginesta" i "Nova Cervera".

La coral Lacetània, actualment participa en algunes representacions cantant en directe. Els cants de l'àngel també són interpretats en directe i a cappella per part d'actrius i col·laboradores de la Passió.

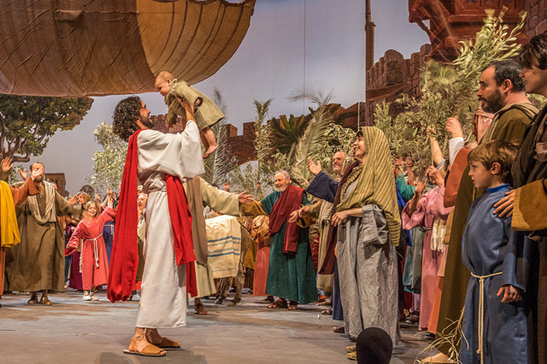
Escena del Diumenge de Rams i l'escenari ple amb més de 300 actors

### Escenografia[calcitació]
La representació de la Passió de Cervera, s'escenifica en part amb decorats de paper o telons pintats, i part amb decorats corporis, destacant el Calvari, reproducció a escala del turó de les Forques de Cervera, on eren executats a l'edat mitjana els condemnats a mort per la Vegueria de Cervera. També s'utilitzen decorats de taller, com el pou de Jacob o la Casa Pilat, que es combinen amb decorat de paper.
Els telons pintats de la Passió de Cervera daten de l'any 1957. El taller d'escenografia Hermanos Salvador, de Josep i Joan Salvador va ser l'encarregat de l'elaboració d'aquests decorats de paper, molt populars durant la primera meitat del segle xx. El valor artístic dels mateixos és molt important, donat que representen un dels darrers reductes d'aquest corrent escenogràfic tan representatiu del nostre país. En els anys de postguerra, la posada en escena d'escenografies queda afectada per una economia minsa, i es nota en els materials fins aleshores utilitzats. Els clàssics telons pintats a la italiana generalment eren fets de teixit de cotó, però en aquesta època de racionament i estraperlo, s'hagueren de substituir el teixit per paper d'embalatge o kraft. Per tant, aquests elements constitueixen per si sols un element únic a preservar en l’àmbit cultural de l'època teatral catalana de meitats del segle xx.

### En l'actualitat[calcitació]
Les representacions de la Passió de Cervera es realitzen cada any els caps de setmana dels mesos de març i abril, també el Divendres Sant. Gràcies als tres escenaris dels quals disposa el Gran Teatre de la Passió de Cervera, l'acció no s'atura en cap moment, perquè sempre hi ha alguna escena en marxa durant tota la representació. Aquest dinamisme fa que l'espectador no desconnecti del que està passant sobre l'escenari. L'espectacle es divideix en 2 actes que tenen una durada aproximada de dues hores cadascun:
- Primer Acte: Vida pública de Jesús des del seu baptisme fins a la seva entrada a la ciutat de Jerusalem.

- Segon Acte: Explica els fets dels darrers dies de Jesús, des de l'últim sopar fins a la seva mort i posterior resurrecció, passant pel seu judici.

El text actual està inspirat en el text de 1534, conservat a l'Arxiu Comarcal de la Segarra. Encara s'interpreten algunes de les escenes que apareixen als textos manuscrits com l'escena del somni de Clàudia o el sofriment de Maria. Una de les principals característiques de la Passió de Cervera és el pes que s'atorga als personatges femenins, fet que no es troba a cap altra Passió, i que atribueixen un caràcter diferenciador i únic. A part dels papers principals de Maria i Maria Magdalena, a Cervera, s'afegeixen el de Clàudia (dona de Pilat), Marta (germana de Llàtzer i Magdalena) i les servidores del temple.
Aquest paper rellevant dels personatges femenins el públic l'agraeix i el destaca com un valor molt positiu, que la Passió de Cervera vol mantenir  i potenciar per contribuir al debat sobre la  visió històrica de la dona en les tradicions populars.
A les últimes temporades l'espectacle ha aconseguit incorporar nous actors en el repartiment, que han ajudat a mantenir el nivell de l'espectacle. Un punt que ajuda a entendre que la Passió va més enllà de les fronteres comarcals és la participació de gent de tot Catalunya. Aquest fet intensifica la idea d'implicar a diferents parts del territori per fer de la Passió un espectacle creixent.
La col·laboració desinteressada de més de 300 persones és el que permet que l'espectacle continuï any rere any mantenint l'essència i la qualitat. Dins el grup de gent que fa possible l'espectacle participa tothom que vol, sense distinció de procedència social, religiosa, geogràfica o lingüística. En els últims anys a través del centre Espígol de Cervera s'han incorporat a la Passió un grup de persones amb discapacitat per fomentar la seva inclusió social i el seu desenvolupament a la seva autonomia, per això es fomenta també la seva participació interpretant diferents personatges. La Passió de Cervera té una voluntat totalment integradora i té un paper molt important en la seva implicació tan dins de la ciutat com en tot el territori català donant a conèixer la tasca integradora i de foment de la cohesió social mitjançant el coneixement i transmissió de diferents valors.
Cervera pot presumir de tenir un gran nombre d'associacions que conformen el teixit cultural de la ciutat i que a més col·laborem entre nosaltres en la realització de diferents activitats culturals. Aquestes col·laboracions permeten que les entitats es reto alimentin unes amb les altres i que es produeixi una relació de reciprocitat. Les associacions ajuden a mantenir la Passió i reben la nostra col·laboració en els seus actes i facilitem l'ús del teatre.
Entre les entitats col·laboradores podem destacar:
El grup de percussió els Bombollers, nascuts a Cervera l'any 1996 al Pub la Bombolla. A la Passió apareixen a l'escena del Carrer de l'Amargura juntament amb la comitiva que acompanya Jesús cap al Calvari tocant els tabals alertant al poble del succés que està apunt de passar dotant de tensió una escena que en si ja és emocionant.
El Casal de la Gent Gran que des de fa uns anys ajuden en la preparació i arranjaments del vestuari i una bona part dels usuaris també surten com a figurants a les representacions.
La Coral Lacetània formada per 32 veus, 9 de les quals sopranos, col·labora en algunes de les representacions de la Passió. Interpreten en directe el "Misericòrdia" en l'escena del Calvari una vegada mort Jesús, és un dels moments més emotius de tot l'espectacle.
L'Associació Espígol que ofereix serveis a persones amb necessitats especials principalment de la comarca de la Segarra col·laborant amb diferents entitats i administracions. Realitzen tota mena d'activitats ocupacionals que contribueixen a un millor desenvolupament personal. L'associació treballa en el programa d'integració en el teatre consistent en el fet que nens i adults amb necessitats especials participin en la Passió com a actors i actrius. Aquesta activitat els ajuda a fomentar la seva integració i normalització social del col·lectiu, compartint un objectiu comú amb altres companys.
Els Geganters de Cervera que s'involucren amb la campanya publicitària de la Passió promocionant l'espectacle a les sortides que realitzen i en alguna representació alguns dels seus grallers s'han encarregat d'ambientar l'escena del mercat.
Per acabar, trobem les entitats que col·laboren indirectament com els Campaners de Cervera facilitant les visites al Campanar durant les rutes patrimonials dels paquets turístics i el Fan Club del Marc Márquez que col·laboren i promocionen el paquet turístic Marc Márquez que s'organitza pel Divendres Sant.
Com a institucions col·laboren amb la Passió:
- El Centre d'Acollida Turística (CAT) que són els responsables del disseny, promoció i suport als paquets turístics organitzats per donar a conèixer la cultura, les tradicions i el patrimoni de Cervera. Aquests pacs turístics que oferim als espectadors inclouen una visita guiada per la ciutat de Cervera i un dinar en un dels restaurants de la ciutat.

- El conservatori professional i Escola de Música de Cervera. Creat l'any 1980. Actualment s'hi imparteixen cursos d'iniciació, elemental i de nivell professional. Cervera ha estat sempre dinamitzadora de la cultura musical. A les representacions de la Passió des del Conservatori són els encarregats del disseny musical i de la promoció de música per la funció. Totes i cada una de les cançons que s'escolten durant l'escenificació fan que l'espectacle tingui molta força.

- L'Arxiu Comarcal de la Segarra tot i que no col·labora directament amb la Passió sí que hi té relació perquè des de l'Arxiu han col·laborat en la recerca històrica, fan difusió de l'espectacle i s'hi custodien algunes col·leccions relacionades amb la Passió.

- El Museu Comarcal de Cervera col·labora amb la promoció específica del format artístic de la Passió i la difusió de l'espectacle als visitants mitjançant les exposicions temporals i les conferències que s'hi realitzen.

## Gran Teatre de la Passió

### Història

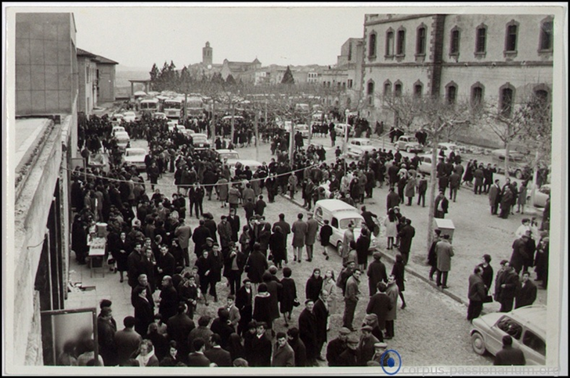
Inauguració del Gran Teatre de La Passió de Cervera, l'any 1967 Font: Corpus Passionarium

El dia 6 d'abril de l'any 1962 es va reunir l'entitat de la Passió d'una forma extraordinària a les dependències de l'Ajuntament de Cervera. La reunió va ser presidida pels que eren en aquell moment el president i vicepresident de l'entitat: El reverend Ramon Rota Canal, arxipreste de la ciutat i el senyor Josep M. Razquín Jené, alcalde de Cervera. Unànimement es va acordar la construcció d'un Gran Teatre especialment dissenyat per acollir les magnífiques representacions de la Passió de Cervera. Es va encarregar el projecte previ a l'arquitecte de Lleida, el senyor José A. Sanchiz. Es va decidir que el nou local seria construït en un terreny conegut com "l'argilé", de propietat municipal i situat a la part posterior de l'edifici de la Universitat de Cervera. En una reunió el dia 18 de març de 1963 es va presentar l'avantprojecte del Gran Teatre de la Passió, així com la seva maqueta.
El 10 de febrer del 1964, l'Ajuntament de Cervera va adjudicar a l'Entitat de la Passió la subhasta convocada per l'adjudicació del terreny per la quantitat de cinquanta mil pessetes.
Superats els tràmits burocràtics i disposant dels terrenys adequats, els projectes corresponents aprovats i la disponibilitat creditícia, tot estava llest per iniciar la construcció del nou teatre. El nou teatre tindria una capacitat per 2.035 butaques, un gran escenari amb una boca de 20 m d'amplada, 5,5 més que la del Gran Teatre del Liceu i un escenari amb més m² que la platea i l'escenari del Teatre Circulo junts.
Es van alçar els murs de contenció del passeig, que també farien la funció de cimentació, els forjats i es va construir tots els tancaments exteriors i les parets interiors bàsiques de l'edifici.
El 20 de juliol del 1966, acabades les obres de les parets exteriors del teatre, es van encarregar a una altra empresa els acabats del teatre i cafeteries a part de l'estructura de l'hotel. Al mateix temps es van contractar les obres complementàries com per exemple: calefacció, cinema, butaques, prevenció contra incendis, copisteria, teló i boca.

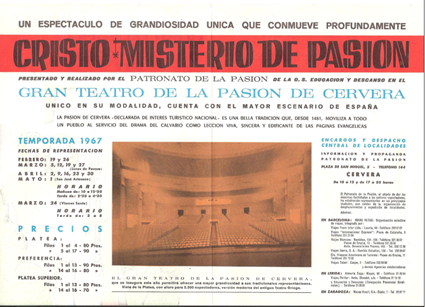
Fulletó publicitari del primer any de representacions de la Passió de Cervera al Gran Teatre

El dia 5 de febrer de 1967, amb motiu de la festivitat del Santíssim Misteri, es va celebrar una preinauguració que va consistir a obrir al públic les dependències i projectar les primeres sessions del cinema.
El dia 9 de febrer, es va representar per primera vegada al nou teatre "Cristo, Misterio de Pasión". Els mitjans de comunicació se'n van fer un gran ressò i el públic va exhaurir totes les entrades.
Va ser necessari adaptar-ho tot, ampliar els decorats, fer-ne de nous i adaptar la luminotècnia. El teatre ja estava funcionant, la primera representació va ser un èxit rotund. La inauguració oficial va tenir lloc el dia 12 de març amb la sala plena, va presidir l'acte León Herrera i Esteban, director general de "Empresas i Actividades Turisticas", en representació del ministre d'Informació i Turisme.
El teatre s'utilitzava bàsicament per les representacions de la Passió, tot i que també s'hi feia una representació teatral durant la Festa Major de la ciutat.

### Centre cultural de Cervera[calcitació]
L'equipament del Gran Teatre de la Passió, propietat del patronat de la Passió, gaudeix d'un espai de 5.000 m², això el predisposa a ser un equipament que tot i formar part del patrimoni de l'entitat, la junta directiva en fomenta l'ús necessari a altres entitats de la ciutat per a crear sinergies i establir un marc de col·laboració global. L'any 2017 el Patronat de la Passió de Cervera va iniciar una vinculació amb altres associacions de la ciutat com són els geganters, o el ball d'espases. El teatre cedeix diferents espais de l'edifici a aquestes identitats perquè hi puguin realitzar assajos i també utilitzar-los de magatzem. Els geganters de Cervera utilitzen la sala d'actes per a exposar els gegants i capgrossos de la ciutat, també utilitzen la sala d'actors per a realitzar assajos de grallers i tabalers. Els membres del ball d'espases tenen el seu magatzem en una de les sales situades sota l'escenari del gran teatre, on guarden els diferents materials que necessiten pels seus espectacles i utilitzen la sala polivalent per realitzar els seus assajos més multitudinaris. A més a més el patronat de la Passió té una estreta col·laboració amb Greep Teatre (grup escènic del patronat de la Passió) i junts organitzen en el Gran Teatre les representacions dels Pastorets. Aquest vincle entre les dues entitats fa que Greep Teatre disposi durant tot l'any de les instal·lacions del gran teatre, tant per a la conservació del seu material en el magatzem d'atrezzo i vestuari i disposi d'espais d'assaig per totes les seves obres de teatre amateur que estrena durant tot l'any. 

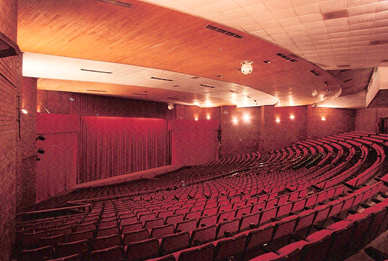
Pati de butaques del Gran Teatre de la Passió de Cervera

### Espectacles[calcitació]
El Gran Teatre de la Passió de Cervera és un pol cultural molt important de la Catalunya central. La seva magnífica ubicació fa que estigui proper a altres ciutats importants com, Tàrrega, Igualada, Manresa, Lleida... Això, juntament amb les característiques pròpies de l'equipament ha fet que en els darrers anys el teatre hagi acollit espectacles molt destacats tant de teatre, com de dansa i musicals. Els espectadors han pogut gaudir de muntatges com per exemple "el Petit Príncep", "el Pot Petit", "el Ballet de Moscou", concerts com el de Manolo García, Antonio Orozco o Ara Malikian i obres de teatre premiades amb molt èxit a la capital catalana.

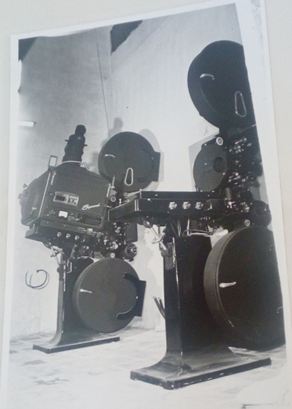
Cabina de projecció de cinema del Gran Teatre de La Passió

### Cinema[calcitació]
A partir dels anys setanta es van començar a projectar pel·lícules els diumenges i el teatre va exercir la funció de cinema de la ciutat. El cinema era un esdeveniment social i congregava cada cap de setmana a molta gent de la ciutat i dels pobles de la zona. Tots els diumenges el teatre s'omplia per veure les pel·lícules del moment i a més poder-ho fer en una sala d'aquestes característiques impactava encara més als espectadors. Uns anys més tard, el cinema es va traslladar a un altre recinte de la ciutat.
L'any 2019 es van recuperar les sessions de cinema al teatre: el primer dissabte de cada mes. Després d'uns anys sense cinema a la ciutat es va voler recuperar i quin millor escenari que el Gran Teatre de la Passió de Cervera, que compta amb una de les pantalles més grans de Catalunya. De la mà de Circuit Urgellenc s'estan programant pel·lícules acabades d’estrenar i per exemple s'ha pogut veure Dumbo, Aladdin o Bohemian Rhapsody, entre d'altres.